# Петрозаводск
Петрозаводск (карелски, фински Petroskoi; в периода на финландска окупация 1941 - 1944 г. на фински: Äänislinna; на шведски: Onegaborg) е столицата и най-големият град на Република Карелия, Русия. Той е административен център на Прионежки район. Образува муниципалното образувание Петрозаводски градски окръг. Намира се на бреговете на Петрозаводската губа на Онежкото езеро.

## Етимология
Селището тук възникнало след основанието на държавния оръжеен завод, първоначално наречен Шуйски (названието му било свързано с Шуйския погост на територията на който се намирало самото производство), започнал работа на 1 септември 1703 г. Обаче вече през 1704 г. по време на завършването на строителството заводът бил преименуван на Петровски в чест на Петър Първи. Разраснало се при завода селището било наречено Петровската слобода. През 1777 г. слободата получила статут на град и бил наречен Петрозаводск. През 1941 г. след финландската окупация градът бил преименуван на Яанислинна (фин. Äänislinna) или Онегаборг (швед. Onegaborg) (фин., швед.: «Замък на Онежкото езеро»). След като Червената армия била освободила града старото му име Петрозаводск било върнато.

## Транспорт

#### Пътен транспорт
Разстоянието до Москва е 1010 км, до Санкт-Петербург — 412 км, до Финландия по маршрута на международната магистрала "Син път" е около 350 км. През града минава федералната магистрала Р-21 "Кола" (Санкт-Петербург — Мурманск — Норвегия). Освен това Петрозаводск е началото на редица пътища с регионално значение: A133 Петрозаводск — Суоярви и P19 Петрозаводск — Възнесение — Ощински погост.

#### Железопътен транспорт
Петрозаводската гара е основен възел на железопътни линии до Санкт Петербург, Мурманск, Сортавала, Костомукша.
Железопътните превози се извършват от "Октомврийска железница" (клон на РЖД).
Петрозаводската тролейбусна система има седем маршрута, обслужвани от 93 тролейбуса. Дължината на контактната мрежа на тролейбуса е 95,5 километра. Цената на един билет е 25 р. (от 1 януари 2018 г.).

#### Автобус
На 9 май 1915 г. в Петрозаводск било открито автобусното движение. Първоначално петместен автомобил, принадлежал на А. В. Тимофеева, действал като автобус. Държавният автобусен парк в Петрозаводск се появил през 1921 г. Автобусът в Петрозаводск работи и досега.

#### Въздушен транспорт
На северозапад от града се намира летището, което е в собственост на държавата. Редовни полети има до Москва, Санкт Петербург и Хелзинки. Също така в Петрозаводск има летище "Пясъци", от което от ноември до май с хеликоптер се извършват седмични полети до Кижи.

##### Воден транспорт
През септември 1704 г. в устието на река Лососинка било построено пристанище, а през 19 век са се появили частни параходи, осигурили връзки по вода със Санкт Петербург.
В средата на 20 век значително развитие получили речните маршрути.
Понастоящем има маршрути от Петрозаводск до Кижи, по които работят бързоходните кораби и съдовете на подводни криле, благодарение на което път отнема не повече от час и половина.

## Управление

#### Градско
Петрозаводският градски съвет — представителен орган на Петрозаводския градски окръг. Състои се от 28 депутати, избирани за пет години. Сегашният състав е резултат на изборите на 19 септември 2021 г. 
Ръководителят на Петрозаводския градски окръг — най-висшият избран служител на Петрозаводския градски окръг. До 2015 г. се избира от гражданите; от август 2015 г. се избира за 5 години от общинските съветници.
Администрацията на Петрозаводския градски окръг — изпълнително-разпоредителен орган, формиран от ръководителя на града. Той е постоянно действащ орган на местното самоуправление, нямащ срок на мандат .
В Петрозаводск се намират и органите на местното самоуправление на Прионежкия район на Република Карелия, в чийто състав Петрозаводск не е включен.

#### Републиканско
В Петрозаводск се намират всички законодателни, изпълнителни и съдебни органи на републиката: Правителството на Република Карелия, Администрацията на управителя на Република Карелия, Законодателното Събрание, Конституционният съд, Върховният съд, Арбитражният съд на Република Карелия.

## Образование
В града има два университета (без да се броят клоновете на университети от други градове). Сред тях най-големият е Петрозаводският държавен университет, основан през 1940 година. Карелската държавна педагогическа академия (КДПА) била основана през 1931 г. като институт, а през 1996 г. получила статут на университет. През 2013 г. КДПА била призната за неефективен университет и се присъединила към Петрозаводския държавен университет. Също така в Петрозаводск действа Петрозаводската държавна консерватория "Глазунов".
Сред клоновете на други държавни университети в Петрозаводск са разположени:
- Карелски клон на Руската академия за народно стопанство и държавна служба при Президента на РФ;

- Северен институт на Всеруския държавен университет на правосъдието

- Петербургският държавен университет за железниците "Император Александър I" .

В Петрозаводск работят повече от 40 учебни заведения: 3 гимназии, 5 колежа, 3 основни училища, 29 средни училища (включително и едно национално угро-финско училище). В града има и 67 детски градини

## Галерия
- Сградата на гарата
- Изглед към Площад "Гагарин"
- Хотел "Северен" (Гостиница "Северная")

- Кижи
- Националната библиотека на Република Карелия
- Музикалният театър. Площад "Киров"

## Побратимени градове
Петрозаводск е побратимен град с:
- Ла Рошел, Франция от 1973.
- Варкаус, Финландия от 1975.
- Умео, Швеция от 1976.
- Нойбранденбург, Германия от 1983.
- Дулут, САЩ от 1987.
- Тюбинген, Германия от 1989.
- Мо и Рана, Норвегия от 1992.
- Йоенсуу, Финландия от 1994.
- Брест, Беларус от 2002.
- Нойщрелиц, Германия.
- Николаев, Украйна от 2002.
- Вагаршапат, Армения от 2004
- Алитус, Литва от 2007